# Operation Stratford
Operation Stratford war der Deckname einer geplanten britischen Invasion des westlichen Norwegens während des Zweiten Weltkriegs. Die Planungen zu dieser Unternehmung wurden am 13. März 1940 aufgegeben.
Operation Stratford war eine von insgesamt drei in diesem Zeitraum angedachten Unternehmungen mit ähnlichen Zielvorstellungen. Die anderen waren Operation Avonmouth zur Eroberung Lapplands und Operation Plymouth als Vorstoß ins südliche Schweden bis in den Raum Stockholm. Die hierfür grundlegenden Planungen wurden unter dem Eindruck der sowjetisch-finnischen Auseinandersetzungen ab dem 5. Februar 1940 in Form gemeinsamer Absprachen zwischen Frankreich und dem Vereinigten Königreich entwickelt. Angesichts der drohenden Niederlage Finnlands plante Édouard Daladier Anfang März 1940, zunächst ohne Absprache mit dem britischen Verbündeten, starke französische Truppen und 100 Bombenflugzeuge zur Unterstützung des Landes im Winterkrieg (sowjetisch-finnischer Krieg) zu senden. Diese Überlegungen wurden von britischer Seite aufgegriffen, was sich zur Planung einer koordinierten alliierten Unternehmung unter britischer Führung entwickelte. Das britische Kabinett entschloss sich am 12. März, im Rahmen dieser Operation 50 britische Bomber einzusetzen. Hierbei war die Unterstützung Finnlands jedoch nur ein Vorwand, um Truppen in Skandinavien anlanden zu können. Alle betroffenen skandinavischen Länder lehnten zur Wahrung ihrer Neutralität eine Anlandung britischer Truppen strikt ab. Ziel Churchills war der Aufbau einer zweiten Front gegenüber den Achsenmächten. Insbesondere war es jedoch Ziel, das Deutsche Reich von der dringend benötigten Zufuhr schwedischen Eisenerzes aus den Minen von Kiruna über den norwegischen Hafen abzuschneiden. Daher waren die Besetzung der Hafenstädte Narvik und Luleå Primärziel der geplanter Operation (Endpunkte der Erzbahn).
Insgesamt waren für diese Operationen mehr als 150.000 Britische, polnische und französische Soldaten eingeplant. Mit dem Ende des Winterkriegs (November 1939 bis März 1940) waren diese Planungen hinfällig und wurden abgebrochen.